# بورگهایم
بورگهایم (به فرانسوی: Bourgheim) یک کمون در فرانسه با جمعیت ۴۸۰ نفر است که در Canton of Obernai واقع شده‌است.